# Alfons IV van Portugal
Alfons IV (Lissabon, 8 februari 1291 – aldaar, 28 mei 1357) bijgenaamd de Dappere, was koning van Portugal van 1325 tot aan zijn dood.
Alfons was de enige wettige troonopvolger uit het huwelijk tussen Dionysius van Portugal en diens echtgenote Isabel van Aragón. Volgens sommige bronnen gaf zijn vader echter de voorkeur aan zijn halfbroer, Alfonso Sanchez. De rivaliteit tussen de twee halfbroers laaide zo hoog op dat een burgeroorlog dreigde. Op 7 januari 1325 stierf Dionysius, en werd Alfons koning. Deze nam meteen wraak door Alfonso Sanchez naar Castilië te verbannen en alles wat deze van zijn vader had geërfd in beslag te nemen. Alfonso Sanchez gaf zich echter niet zonder meer gewonnen en ondernam vanuit Castilië in Spanje verschillende pogingen om zijn broer van de troon te stoten. Uiteindelijk werd via bemiddeling van moeder Isabel vrede gesloten.
In 1309 trouwde Alfonso IV met prinses Beatrix van Castilië, de dochter van koning Sancho IV van Castilië, de Dappere, en diens echtgenote Maria van Molina.
In 1328 trouwde een dochter van Alfons IV van Portugal, Maria, met Alfonso XI van Castilië.
In 1336 regelde Alfons een huwelijk tussen zijn zoon Peter en Constance Manuel van Castilië. Dit huwelijk had Alfons geregeld met de bedoeling de banden tussen Portugal en het koninkrijk van Castilië te verstevigen, en zich van een bondgenoot in de strijd tegen de Moren te verzekeren. Het huwelijk werd op 24 augustus 1339 in Lissabon voltrokken.
In 1340 werd een belangrijke overwinning behaald door de troepen van Castilië en Portugal in de slag bij de rivier Salado.
Het laatste deel van zijn regering werd vooral beheerst door de politieke intriges en de oorlog met zijn zoon Peter. De burgeroorlog in Castilië tussen koning Hendrik II van Castilië en Peter de Wrede deed vele edelen naar Portugal vluchten. Daar wisten deze edelen belangrijke posities aan het hof te verkrijgen. Toen de zoon van Alfons IV, Peter, een verhouding begon met Inês de Castro, nam de invloed van deze Castiliaanse lobby nog toe, en vreesde Alfons IV dat hem de macht ontnomen zou worden. Hij liet Inês de Castro vermoorden, waarop hij in een oorlog met zijn zoon geraakte.
In 1356 sloten vader en zoon vrede na bemiddeling van de bisschop van Braga. Het jaar daarop stierf de koning.
Tijdens de regering van Alfons IV investeerde de koning in een handelsvloot en werden enige belangrijke ontdekkingsreizen ondernomen, die onder meer leidden tot de ontdekking van de Canarische Eilanden.

## Nageslacht
Met Beatrix van Castilië:
1. Maria (1313 - 1357), later getrouwd met Alfons XI van Castilië
2. Alfons (1315 - 1315)
3. Dionysius (1317 - 1318)
4. Peter(1320 - 1367), later Peter I van Portugal
5. Isabella (1324 - 1326)
6. Johan (1326 - 1327)
7. Eleonora, tweede echtgenote van Peter IV van Aragón

## Voorouders
| Voorouders van Alfons IV van Portugal (1291-1357) | Voorouders van Alfons IV van Portugal (1291-1357)                      | Voorouders van Alfons IV van Portugal (1291-1357)                      | Voorouders van Alfons IV van Portugal (1291-1357)                     | Voorouders van Alfons IV van Portugal (1291-1357)                       |
| ------------------------------------------------- | ---------------------------------------------------------------------- | ---------------------------------------------------------------------- | --------------------------------------------------------------------- | ----------------------------------------------------------------------- |
| Overgrootouders                                   | Alfons II van Portugal (1185-1223) ∞ Urraca van Castilië (1186-1220)   | Alfons X van Castilië (1221-1284) ∞ Maria de Guzman (1162-1214)        | Jacobus I van Aragón (1208-1276) ∞ Jolanda van Hongarije (1219-1251)  | Manfred van Sicilië (1232-1266) ∞ 1270 Beatrix van Savoye ( (1223-1259) |
| Grootouders                                       | Alfons III van Portugal (1210-1279) ∞ Beatrix van Castilië (1242-1303) | Alfons III van Portugal (1210-1279) ∞ Beatrix van Castilië (1242-1303) | Peter III van Aragón (1239-1285) ∞ Constance van Sicilië (1249-1302)) | Peter III van Aragón (1239-1285) ∞ Constance van Sicilië (1249-1302))   |
| Ouders                                            | Dionysius van Portugal (1261-1325) ∞ Elisabeth van Aragón (1271-1336)  | Dionysius van Portugal (1261-1325) ∞ Elisabeth van Aragón (1271-1336)  | Dionysius van Portugal (1261-1325) ∞ Elisabeth van Aragón (1271-1336) | Dionysius van Portugal (1261-1325) ∞ Elisabeth van Aragón (1271-1336)   |